# Lac glaciaire Columbia
Le lac glaciaire Columbia est un ancien lac formé sur le fleuve Columbia alors qu'il était recouvert de glace par l'inlandsis de la Cordillère dans l'actuel État de Washington lors de la glaciation du Wisconsin au Pléistocène.